# 古都憂愁
『古都憂愁』（ことゆうしゅう）はNHK総合テレビ「銀河ドラマ」で1970年4月20日～5月1日に放送された連続テレビドラマである。カラー作品。全10回。NHK大阪制作。

## 概要
「銀河ドラマ」第25作。川口松太郎の短編集「古都憂愁」から六編を取り出し、川口の愛弟子だった若城希伊子が脚色した。京都を舞台に、作家結城信吉（私）と、かつて祇園の名妓と謳われ今は旅館の女将になっている志麻女が狂言回しになり、二人が巡り会う数奇な女性たちの物語を追う。本枠には珍しいオムニバスドラマで、全話通しての出演は佐分利信、月丘夢路のみ。川口夫人の三益愛子、娘の川口晶も出演した。

## キャスト
- 結城信吉 …………… 佐分利信
- 志麻女 ……………… 月丘夢路

## 第一話・包丁姉妹
- ひさ子 ……………… 野川由美子
- きよ子 ……………… 長谷川季子
- 初子 ………………… 山田美也子
- 川田 ………………… 西山辰夫
- 堀 …………………… 志摩靖彦
- おこの………………… 津島道子
- おとめ………………… 神原昭子

## 第二話・大根焚きの味
- 北見きむ …………… 三益愛子
- 河井俊介 …………… 下條正巳
- 河井光子 …………… 吉行和子
- 岡山 ………………… 徳田実
- 岡山の妻 …………… 八木敏子

## 第三話・嵯峨野悲雨
- つる菊 ……………… 波野久里子
- 高倉 ………………… 原保美
- つる菊の母 ………… 吉川佳代子

## 第四話・清水寺少女
- 幸枝 ………………… 川口晶
- おろく………………… 南風洋子
- 亀谷 ………………… 西山嘉孝

## 第五話・祇園祭
- 醍醐の錦 …………… 稲垣美穂子
- 醍醐のぼん ………… 林成年
- 醍醐の父 …………… 松居茂美

## 第六話・金閣寺の雪
- 永沢喜兵衛 ………… 十三世片岡仁左衛門
- 永沢の妻 …………… 荒木雅子
- 市栄 ………………… 桃山みつる
- 姑 …………………… 中村芳子
- 市田 ………………… 川口喬

## スタッフ
- 原作：川口松太郎「古都憂愁」
- 脚本：若城希伊子
- 演出：前田達郎、吉崎寧彦
- 音楽：中村双葉
- 制作：棚橋昭夫

## 参考資料
- 「テレビジョンドラマ」（放送映画出版）